# Chrysina expansa
Chrysina expansa är en skalbaggsart som beskrevs av Ohaus 1913. Chrysina expansa ingår i släktet Chrysina och familjen Rutelidae. Inga underarter finns listade i Catalogue of Life.